# ハロルド・オズボーン
ハロルド・マリオン・オズボーン （Harold Marion Osborn、1899年4月13日- 1975年4月5日）は、アメリカ合衆国イリノイ州出身の陸上競技選手。1924年パリオリンピックの走高跳と十種競技の両種目を制し、2冠を達成した選手である。
オズボーンは、世界記録保持者であった、1924年パリオリンピックで最初の跳躍からいずれも1回目の試技をクリアし、1m98のオリンピック新記録で金メダルを獲得した。
走高跳で金メダルを獲得した4日後、今度は十種競技に出場。ライバルであった同じアメリカのエマーソン・ノートンに最後の2種目で圧倒し、最終的に360点差をつけて優勝。それまでの世界記録を229点更新する7711点の世界新記録で金メダルを獲得した。
オリンピックにおいて走高跳と十種競技の2種目を制覇した選手は、現在に至るまでオズボーンしか成し遂げていない記録である。